# EHF-Europapokal der Pokalsieger der Frauen 1992/93
Der EHF-Europapokal der Pokalsieger der Frauen 1992/93 war die 17. Auflage des Wettbewerbes. Im Finale siegte der deutsche Handballverein TV Lützellinden gegen den russischen Verein Rostelmash Rostov klar in beiden Spielen.
| Mannschaft 1                   | Mannschaft 2        | Spiel 1 | Spiel 2 |
| ------------------------------ | ------------------- | ------- | ------- |
| 1/8 Finale                     |                     |         |         |
| TV Lützellinden                |                     |         |         |
| IK Sävehof                     | Byasen IL Trondheim | 20:21   | 21:22   |
| Chimistul Vilcea               | ASPTT Metz          | 29:18   | 20:12   |
| Podravka Koprivnica            |                     |         |         |
| Volan-80 Sofia                 |                     |         |         |
| Motor Saporoshje               | Valencia Urbana     | 25:20   |         |
| Vestel Manisa                  |                     |         |         |
| Rostelmash Rostov              |                     |         |         |
| Viertelfinale                  |                     |         |         |
| Byasen IL Trondheim            | TV Lützellinden     | 18:16   | 18:24   |
| Chimistul Vilcea               | Podravka Koprivnica | 30:25   | 28:32   |
| Motor Saporoshje               | Volan-80 Sofia      |         | 24:13   |
| Rostelmash Rostov              | Vestel Manisa       |         |         |
| Halbfinale                     |                     |         |         |
| TV Lützellinden                | Chimistul Vilcea    | 27:32   | 23:17   |
| Motor Saporoshje               | Rostelmash Rostov   | 10:18   | 12:13   |
| FINALE in Gießen und in Rostov |                     |         |         |
| TV Lützellinden                | Rostelmash Rostov   | 23:21   | 25:22   |